# Губенко Микола Миколайович
Микола Миколайович Губенко  (17 серпня 1941, Одеса, Українська РСР, СРСР — 16 серпня 2020, Москва) — радянський і російський актор театру і кіно, кінорежисер і сценарист українського походження. Засновник і художній керівник театру «Співдружність акторів Таганки». Народний артист РРФСР (1985). Державний і політичний діяч, останній Міністр культури СРСР. Член ЦК КПРС у 1990—1991 роках. Депутат Державної Думи Федеральних зборів Російської Федерації II—III-го скликань від КПРФ (1995—2003). Депутат Московської міської Думи IV, V, VI та VII скликань (2005—2020). Заступник голови Московської міської думи (2009—2020).

## Життєпис
Народився 17 серпня 1941 року в Одесі.
У 1958 році після закінчення театральної студії працював робітником сцени, а потім був зарахований до трупи допоміжного складу Одеського театру юного глядача, де грав епізодичні ролі.
З 1960 року навчався у Всесоюзному державному інституті кінематографії в Москві. Закінчив акторський (1964) та режисерський (1970) факультети Всесоюзного державного інституту кінематографії.
З 1964 року — актор Московського театру драми і комедії на Таганці. У кіно дебютував у фільмі «Застава Ілліча» («Мені двадцять років») (1964).
З 1970 року — режисер-постановник кіностудії «Мосфільм». Одночасно в 1987—1988 роках — головний режисер, а в 1988—1989 роках — художній керівник Московського театру драми та комедії на Таганці.
У листопаді 1989 — грудні 1991 року — міністр культури СРСР. У листопаді 1990 — березні 1991 року — член Президентської ради СРСР.
З 1992 року — президент Міжнародної асоціації сприяння культурі. З 1993 року — художній керівник театру «Співдружність акторів Таганки» в Москві.
Дружина: Жанна Болотова — радянська і російська актриса театру і кіно. Народна артистка РРФСР (1985).

## Фільмографія
- 1964 — Застава Ілліча («Мені двадцять років») — Микола Фокін
- 1964 — Коли відлітають лелеки — Раду
- 1964 — Поки фронт в обороні — Бур'янов
- 1964 — П'ядь землі — поранений у плече солдат
- 1966 — Хлопчик і дівчинка — попутник з гітарою
- 1966 — Останній шахрай — Петя Дачников
- 1967 — Початок невідомого століття (кіноальманах) — людина з коровою
- 1967 — Пароль не потрібен — Василій Костянтинович Блюхер
- 1967 — Перший кур'єр — Яша-барончик, кримінальник з Молдаванки
- 1969 — Дворянське гніздо — Ситников
- 1969 — Директор — Олексій Зворикі
- 1969 — Золоті ворота — солдат Іван
- 1971 — Прийшов солдат з фронту — Микола Максимович Єгоров, голова колгоспу
- 1974 — Якщо хочеш бути щасливим — Андрій Родіонов
- 1975 — Вони воювали за Батьківщину — Голощоков, лейтенант
- 1975 — Прошу слова — Сергій Уваров, чоловік Єлизавети Андріївни
- 1976 — Підранки — Григорій Альбертович Криворучко, вихователь в інтернаті
- 1988 — Заборонена зона — епізод

### Озвучування
- 1976 — Підранки — Олексій Бартенєв
- 1977 — У зоні особливої уваги — прапорщик Волентір
- 1980 — З життя відпочивальників — Олексій Сергійович Павлищев
- 1982—1988 — В. І. Ленін. Сторінки життя (документальний) — Ленін
- 1983 — І життя, і сльози, і любов — Павло Андрійович Крупенін
- 2009 — Ісаєв — від автора
- 2013 — Ку! Кін-дза-дза (анімаційний) — Чижов

### Режисер
- 1968 — Настасья і Хомко (короткометражний)
- 1971 — Прийшов солдат з фронту
- 1974 — Якщо хочеш бути щасливим
- 1976 — Підранки
- 1980 — З життя відпочивальників
- 1983 — І життя, і сльози, і любов
- 1988 — Заборонена зона

### Сценарист
- 1971 — Прийшов солдат з фронту
- 1974 — Якщо хочеш бути щасливим
- 1976 — Підранки
- 1980 — З життя відпочивальників
- 1983 — І життя, і сльози, і любов
- 1988 — Заборонена зона

## Нагороди і звання
- Премія Ленінського комсомолу (1972)
- Державна премія РРФСР імені братів Васильєвих (1973)
- Заслужений артист РРФСР (1974)
- Народний артист РРФСР (1985)
- Кавалер ордену Мистецтв і літератури (1990, Франція)
- Національна премія «Імперська культура» імені Едуарда Володіна (2014)
- Орден Дружби (22.08.2015) (Російська Федерація)